# Deracanthella aranea
Deracanthella aranea är en insektsart som först beskrevs av Fischer von Waldheim 1833.  Deracanthella aranea ingår i släktet Deracanthella och familjen vårtbitare. Inga underarter finns listade i Catalogue of Life.